# Hexagonaloides bathyalis
Hexagonaloides bathyalis is een krabbensoort uit de familie van de Trapeziidae. De wetenschappelijke naam van de soort is voor het eerst geldig gepubliceerd in 2010 door Komai, Higashiji & Castro.